# Falsidactus kivuensis
Falsidactus kivuensis là một loài bọ cánh cứng trong họ Cerambycidae.